# اسنیلول
اسنیلول (به انگلیسی: Snailwell) یک روستا و محله مدنی در بریتانیا است که در کمبریج‌شر شرقی واقع شده‌است. اسنیلول ۲۲۴ نفر جمعیت دارد.